# استاد نینجا: هائو نینپو چو
استاد نینجا: هائو نینپو چو (انگلیسی: Ninja Master's: Haō Ninpō Chō) (به ژاپنی: ニンジャマスターズ ～覇王忍法帖) یک نوع بازی ویدئویی از نوع بازی مبارزه‌ای است.